# Carl Fredrik Nyman
Carl Fredrik Nyman (født 14. august 1820 i Stockholm, død 26. april 1893 sammesteds) var en svensk botaniker. Nymans mellemnavn er både stavet Fredrik og Fredric.
Nyman var fra 1855 til 1889 konservator ved Naturhistoriska rikmuseets botaniske afdeling. Han foretog i 1844 en botanisk rejse til Malta, Sicilien, Napoli med mere og var i Østrig i 1853 for at studere.
Nyman skrev blandt andet:
- Utkast till svenska växternas naturhistoria eller Sveriges fanerogamer (del 1, 1867, del 2, 1868)
- Sylloge floræ europææ (1854–1855; supplement 1865)
- Conspectus floræ europææ (1878–1882; anden udgave 1883–1890)

Autornavnet Nyman bruges for Nyman ved botaniske videnskabelige navne som han er autor til.